# Miloš Bič
Miloš Bič (19. listopadu 1910, Vídeň – 28. dubna 2004, Praha) byl český teolog, starozákonní biblista, duchovní Českobratrské církve evangelické, vysokoškolský pedagog, autor a redaktor náboženské literatury; také vedl komisi, která vytvořila Český ekumenický překlad.

## Život
Miloš Bič se narodil ve Vídni. Studoval evangelickou teologii na univerzitách v Praze, Marburgu a v Montpellier, vedle toho také klínopis u profesora Bedřicha Hrozného. Studium ukončil v roce 1936, v témže roce získal doktorát teologie na základě obhájené disertační práce Haruspicium ve Starém zakoně (17. 11. 1936), poté působil jako duchovní ve farních sborech Praha-Vinohrady a Domažlice. V letech 1940–1945 byl za účast v protinacistickém odboji vězněn mj. v koncentračních táborech Buchenwald a Dachau.
Bezprostředně po druhé světové válce působil na Husově československé evangelické fakultě bohoslovecké, kde byl v roce 1946 jmenován docentem a roku 1948 profesorem. Čestný doktorát teologie obdržel roku 1966 z Montpellier. Po vzniku Komenského evangelické bohoslovecké fakulty (1950) byl profesorem starozákonní vědy na katedře biblických věd, v roce 1977 byl z politických důvodů rozhodnutim ministerstva kultury profesury zbaven a penzionován.
V letech 1961–1984 vedl starozákonní ekumenickou komisi, která vytvořila starozákonní část Českého ekumenického překladu Bible.
Roku 1997 obdržel Medaili Za zásluhy 1. stupně.

## Dílo
- Haruspicium ve Starém Zákoně. Praha : Husova československá evangelická fakulta bohoslovecká, 1936. 147 s. (disertační práce, rukopis).
- Stopy po drobopravectví v Jisráeli, Praha : Spolek posluchačů Husovy fakulty, 1947. 47 s. (Edice Starozákonní studie).
- Palestina od pravěku ke křesťanství I. – Země a lid. Praha : Husova československá evangelická fakulta bohoslovecká, 1948. 462 s.
- Palestina od pravěku ke křesťanství II. – Kult a náboženství. Praha : Husova československá evangelická fakulta bohoslovecká, 1949. 395 s.
- Palestina od pravěku ke křesťanství III. – Řeč a písemnosti. Praha : Husova československá evangelická fakulta bohoslovecká, 1950. 464 s.
- Základy učení křesťanského : sborník extensních přednášek Komenského fakulty / autoři Miloš Bič, J. L. Hromádka, R. Říčan, J. B. Souček. Praha : Komenského evangelická bohoslovecká fakulta, 1951. 313 s.
- Poklad v Judské poušti : (kumránské nálezy). Praha : Komenského evangelická bohoslovecká fakulta : Ústřední církevní nakladatelství, 1960. 309 s.
- Biblická konkordance (společně s Josefem Bohumilem Součkem). Praha : Ústřední církevní nakladatelství, 1961 – 1967 (konkordance k textu Bible kralické).
- Stopami dávných věků : mezi Nilem a Tigridem. Praha : Vyšehrad, 1979. 274 s.
- Radostná zvěst Starého zákona. Praha : Ústřední církevní nakladatelství, 1980, 1981 (1. vydání); 1983, 1984 (2. vydání).
- Ze světa Starého zákona I.. Praha : Kalich, 1986. 364 s.
- Ze světa Starého zákona II.. Praha : Kalich, 1989. 374–797 s.
- Při řekách babylónských : Dějiny a kultura starověkých říší předního Orientu. Praha : Vyšehrad, 1990. 382 s. ISBN 80-7021-032-X.
- Výklady ke Starému zákonu. Kostelní Vydří : Karmelitánské nakladatelství, 1991 – 1998 (pod jeho vedením připravila Starozákonní překladatelská komise).
- Svíce nohám mým : Hrst podnětů k zamyšlení nad Starým zákonem. Praha : Evangelická církev metodistická, 1992. 213 s. ISBN 80-85013-25-8.
- V zemi sfing a pyramid : (od faraónů k prorokovi). Praha : I.S.E., 1993. 469 s. ISBN 80-85241-49-8.
- Co nevíš o Bibli : úvod do studia Starého a Nového zákona (společně s Petrem Pokorným). Praha : Česká biblická společnost, 1997. 173 s. ISBN 80-85810-15-8.